# Свято-Дмитрівська церква (Буківка)
Свято-Дмитрівська церква — дерев'яна церква селі Буківка Герцаївського району Чернівецької області, побудована орієнтовно на початку XIX століття (згідно реєстру — XVIII ст. на це вказують також дані на охоронній таблиці) на кошти заможного мешканця села на прізвище Вільчинський. Ймовірно, в ХІХ столітті отримала прибудову. Церква не чинна з часу освячення (в 1997 р.) нового мурованого храму. Пам'ятка архітектури національного значення.

## Архітектура
Розташовується недалеко на південь від нового мурованого храму, на північному краю цвинтаря, в південно-східній частині села. Одна з багатьох дерев'яних церков «хатнього» типу, її відрізняє передусім тес зеленого кольору, яким оббиті церковні зруби, трохи більша висота стін та спрощена форма кронштейнів, бабинець і нава рівноширокі, а вівтар дещо вужчий і вкрита спільним чотирисхилим дахом, на гребені якого видно оригінальні ковані хрести. Стіни вертикально ошальовані дошками і лиштвами. З заходу до церкви прибудували вужчу і нижчу двоярусну дерев'яну каркасну дзвіницю, через яку є вхід до святині. Біля входу до вівтарної частини збережений кам'яний хрест.
Також на прицерковній території біля дерева є старий дерев'яний хрест, на якому можна прочитати дві дати: 1869, 1928.